# بيت لحم (الجليلية)
بيت لحم، هي قرية فلسطينية مُهجّرة. أُنشئت كمُستعمرة ألمانيّة عام 1906- 1907. يُضاف لها اليوم لقب "الجليلية" نسبةً إلى الجليل تمييزًا لها عن مدينة بيت لحم الفلسطينيّة الموجودة جنوب القدس، المشهورة بولادة المسيح.
بلغت مساحتها المبنية (51) دونماً، فيما بلغت مساحة مجمل أراضيها حوالي (7526) دونماً.

## الموقع
تقعُ القرية جنوب شرق مدينة حيفا، على بعد 7 أميال للشمال الغربي من النّاصرة و15 ميلاً عن حيفا. تعلو 175 مترًا عن سطح البحر. يحدّها مِنَ الغرب قرية طبعون. ويحدّها من جهة الشرق خِربة زرزير. ويحدّها من الجنوب الغربيّ قرية أم العمد. ويحدّها من الجنوب الشرقي قرية غزالين. بَلَغت مساحتها المبنيّة (51) دونمًا، فيما بلغت مساحة مُجمل أراضيها حوالي (7526) دونمًا. غُرِسَ الزّيتون في 84 دونمًا والبرتقال في ستة دونمات.

## سبب التّسمية
تختلف الآراء حول تسمية القرية. فهناك من يقول إنّ السّبب يعودُ إلى الإله "لحمو" الكنعانيّ، وهو إله الخصوبة. وهناك من يدّعي أن معنى الاسم "بيت لَحم": "بيت الخبز"، من كلمة "لِحِم" الكنعانيّة أي "الخُبز".

## السّكان
كان تعداد السّكان في بيت لحم عام 1922م (224) نسمة وفي عام 1931م (235) نسمة. يُوَزّعون إلى: 135 مسلمًا و99 مسيحيًّا، ويهوديًّا واحدًا. وكان لهم 51 بيتًا. وفي عام 1945 ارتفع العدد إلى (370) نفرًا.

## تاريخ القرية
باعت الحكومة العثمانية عام 1869م أراضي هذه القرية مع عدّة قرى أخرى في مرج ابن عامر لبعض تُجار بيروت ومنهم عائلتي (تويني To'ini و سرسك Sursuk). وقاموا بدورهم ببيع الأراضي لليهود.
في عام 1984 أُنشِئت على أراضي القرية المُهجّرة المُستوطنة اليهوديّة "بيت لحم الجليليّة".

## الآثار
بيت لحم موقع أثريّ يحتوي على أنقاض أبنية وكنيسة، أعمدة، تيجان وأغمدة، قاعدة عمود صهريج.